# Dorat
Dorat es una población y comuna francesa, situada en la región de Auvernia, departamento de Puy-de-Dôme, en el distrito de Thiers y cantón de Thiers.

## Demografía
| 368 | 361 | 391 | 456 | 562 | 575 |
| Para los censos de 1962 a 1999 la población legal corresponde a la población sin duplicidades (Fuente: INSEE [Consultar]) |     |     |     |     |     |